# Josnes
Josnes és un municipi francès, situat al departament del Loir i Cher i a la regió de Centre – Vall del Loira. L'any 2007 tenia 949 habitants.

## Demografia

### Població
El 2007 la població de fet de Josnes era de 949 persones. Hi havia 384 famílies, de les quals 97 eren unipersonals (17 homes vivint sols i 80 dones vivint soles), 127 parelles sense fills, 143 parelles amb fills i 17 famílies monoparentals amb fills.
La població ha evolucionat segons el següent gràfic:
Habitants censats

### Habitatges
El 2007 hi havia 477 habitatges, 391 eren l'habitatge principal de la família, 40 eren segones residències i 46 estaven desocupats. 460 eren cases i 16 eren apartaments. Dels 391 habitatges principals, 333 estaven ocupats pels seus propietaris, 51 estaven llogats i ocupats pels llogaters i 7 estaven cedits a títol gratuït; 20 tenien dues cambres, 46 en tenien tres, 74 en tenien quatre i 251 en tenien cinc o més. 345 habitatges disposaven pel capbaix d'una plaça de pàrquing. A 138 habitatges hi havia un automòbil i a 220 n'hi havia dos o més.

### Piràmide de població
La piràmide de població per edats i sexe el 2009 era:
| Homes | Edats   | Dones |
| ----- | ------- | ----- |
| 0     | 95 o +  | 0     |
| 4     | 90 a 94 | 12    |
| 8     | 85 a 89 | 4     |
| 8     | 80 a 84 | 12    |
| 32    | 75 a 79 | 32    |
| 28    | 70 a 74 | 36    |
| 32    | 65 a 69 | 28    |
| 28    | 60 a 64 | 28    |
| 16    | 55 a 59 | 12    |
| 12    | 50 a 54 | 20    |
| 4     | 45 a 49 | 20    |
| 32    | 40 a 44 | 8     |
| 52    | 35 a 39 | 52    |
| 40    | 30 a 34 | 40    |
| 24    | 25 a 29 | 28    |
| 8     | 20 a 24 | 20    |
| 4     | 15 a 19 | 24    |
| 40    | 10 a 14 | 20    |
| 24    | 5 a 9   | 32    |
| 28    | 0 a 4   | 24    |

## Economia
El 2007 la població en edat de treballar era de 542 persones, 444 eren actives i 98 eren inactives. De les 444 persones actives 404 estaven ocupades (213 homes i 191 dones) i 40 estaven aturades (19 homes i 21 dones). De les 98 persones inactives 50 estaven jubilades, 23 estaven estudiant i 25 estaven classificades com a «altres inactius».

### Ingressos
El 2009 a Josnes hi havia 373 unitats fiscals que integraven 920 persones, la mediana anual d'ingressos fiscals per persona era de 19.577 €.

### Activitats econòmiques
Dels 39 establiments que hi havia el 2007, 4 eren d'empreses alimentàries, 1 d'una empresa de fabricació d'altres productes industrials, 7 d'empreses de construcció, 8 d'empreses de comerç i reparació d'automòbils, 3 d'empreses de transport, 2 d'empreses d'hostatgeria i restauració, 3 d'empreses financeres, 6 d'empreses de serveis, 3 d'entitats de l'administració pública i 2 d'empreses classificades com a «altres activitats de serveis».
Dels 12 establiments de servei als particulars que hi havia el 2009, 1 era una oficina bancària, 2 tallers de reparació d'automòbils i de material agrícola, 1 guixaire pintor, 3 fusteries, 2 electricistes, 1 perruqueria i 2 restaurants.
Dels 3 establiments comercials que hi havia el 2009, 1 era una botiga de més de 120 m², 1 una botiga de menys de 120 m² i 1 una fleca.
L'any 2000 a Josnes hi havia 16 explotacions agrícoles que ocupaven un total de 1.352 hectàrees.

## Equipaments sanitaris i escolars
El 2009 hi havia una escola elemental.

## Poblacions més properes
El següent diagrama mostra les poblacions més properes.